# Cyclyrius brunnea
Cyclyrius brunnea är en fjärilsart som beskrevs av Nordman 1936. Cyclyrius brunnea ingår i släktet Cyclyrius och familjen juvelvingar. Inga underarter finns listade i Catalogue of Life.